# نورا جيروتو
نورا جيروتو (مواليد 2 أكتوبر 1995) هي عداءة قفز موانع كازخية من أصل كيني، حصلت على الميدالية الذهبية في سباق 3000 متر موانع في بطولة العالم لألعاب القوى 2022.